# Cryptopone testacea
Cryptopone testacea is een mierensoort uit de onderfamilie Ponerinae. De wetenschappelijke naam van de soort is voor het eerst geldig gepubliceerd in 1893 door Carlo Emery.